# Jean-Marc Laforêt

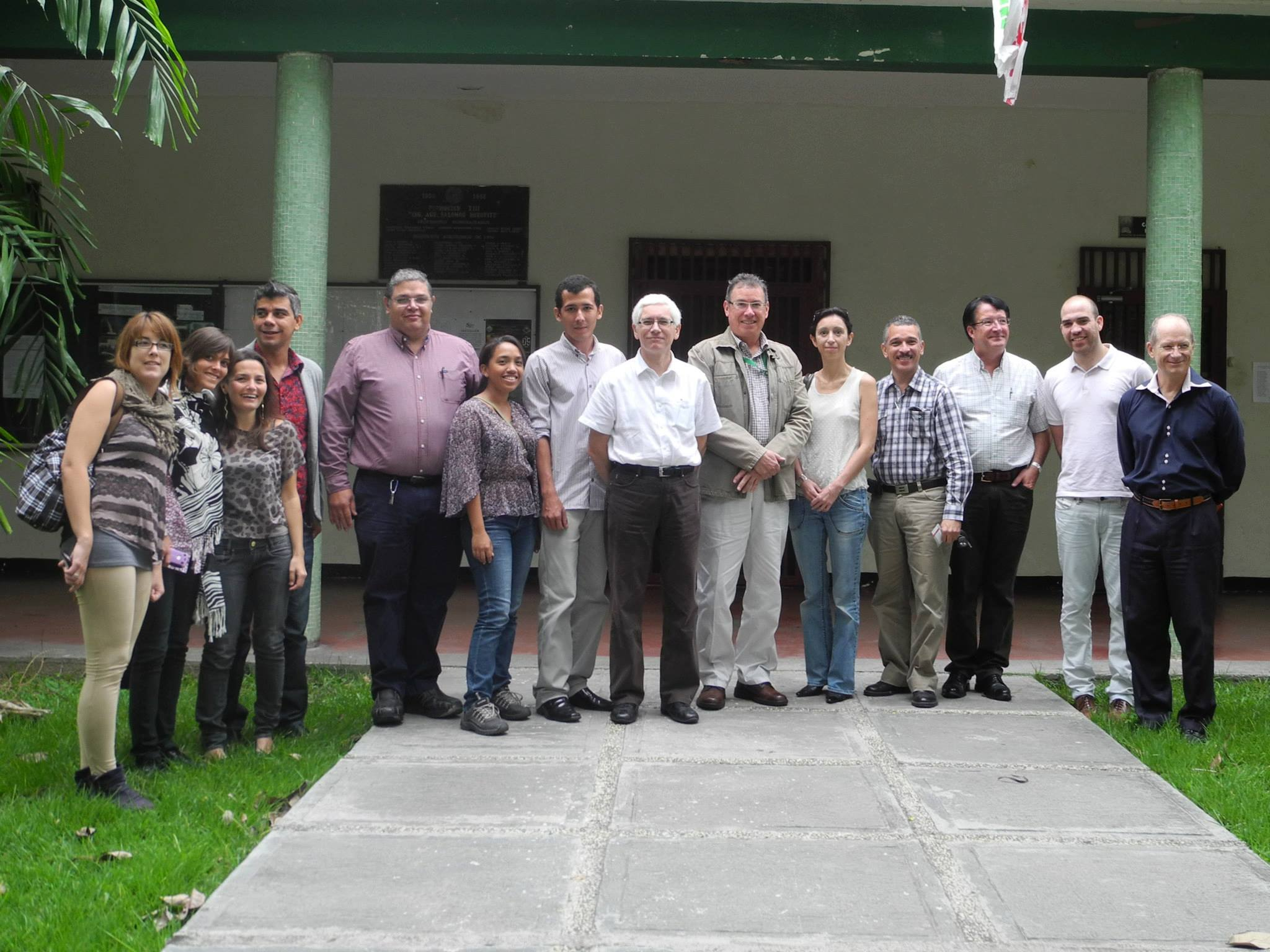

Jean-Marc Laforêt (* 29. Mai 1954) ist ein französischer Botschafter.

## Leben
Jean-Marc Laforêt studierte an der École nationale d’administration und arbeitete von 1981 bis 1984 für das Freizeit, Jugend- und Sportministerium. 1989 wurde er mit dem Thema "Liberté-Égalité-Fraternité" zum Doktor promoviert. Im Februar 1989 wurde er in der Abteilung Zentralamerika des Quai d’Orsay beschäftigt. Von 1989 bis 1991 war er Botschaftssekretär zweiter Klasse in Buenos Aires. 1991 wurde er in der Abteilung Afrika des Quai d’Orsay beschäftigt. Von 1992 bis 1995 war er Botschaftssekretär erster Klasse in Brasília. Von 1995 bis 1998 war er Botschaftsrat zweiter Klasse in Moskau. Von 1998 bis 2001 war er Stellvertreter des Leiters der Abteilung Südamerika am Quai d’Orsay. Von 2001 bis 2005 hatte er Exequatur als Generalkonsul von São Paulo. Am 30. April 2002 wurde er in den Ordre national du Mérite aufgenommen. Von 2005 bis 2009 war er Stellvertreter des Leiters der Abteilung Amerika und der Karibik am Quai. Seit September 2009 ist er Botschafter in Caracas, Venezuela.